# Hormona liberadora de gonadotropina
La hormona liberadora de gonadotropina (GnRH en inglés) es una hormona secretada por neuronas del hipotálamo dentro del sistema de vasos sanguíneos porta  con destino en la hipófisis en sus células gonadotrofas. Es un péptido que estimula la adenohipófisis para la liberación de las hormonas
gonadotropinas: luteinizante (LH) y foliculoestimulante (FSH).

## Estructura
La hormona liberadora GnRH consta de 10 aminoácidos:

```
p
Glu
-
His
-
Trp
-
Ser
-
Tyr
-
Gly
-
Leu
-
Arg
-
Pro
-Gly·NH2.
```

El Gen GNRH1, precursor de la hormona GnRH, se encuentra en el cromosoma 8 (humano).

En los mamíferos, el decapéptido lineal GnRH que es el producto final, se sintetiza a partir de una prehormona de 92 aminoácidos en el hipotálamo anterior preóptico.
La identidad de la GnRH fue descubierta por los Premios Nobel de 1977 Roger Guillemin y Andrew V. Schally.

## Células secretoras
En el humano los somas de las neuronas parvocelulares secretoras de la hormona hipofisotrópica GnRH-I del hipotálamo, se localizan principalmente en la parte medial del área preóptica del hipotálamo Anterior (POA) y en el núcleo arcuato (AN)/núcleo infundibular y sus terminaciones nerviosas se distribuyen en forma de red hacia la eminencia media (ME) adyacente al tallo hipofisario.

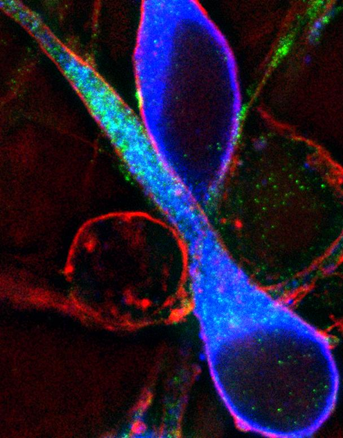
Célula GnRH (centro) fusiforme (en azul).

En el humano se ha calculado que el número de células productoras de GnRH-I se encuentra entre 1000-1500.

En la rata de edad adulta, se ha estimado en 800 el número de neuronas que secretan el decapéptido Gnrh1.

## Células objetivo
Como toda hormona liberadora hipotalámica, el objetivo de la GnRH es la adenohipófisis, a través de los capilares fenestrados de la eminencia media. La GnRH se transporta a través de los vasos porta hipotálamo-hipófisis hasta las células gonadotropas para estimularlas y provocar su secreción.

La GnRH actúa sobre el receptor GnRHR transmembrana heptahelical, de la superficie de las células gonadotropas hipofisarias, activándolas y provocando la síntesis y secreción de LH y FSH.

## Secreción

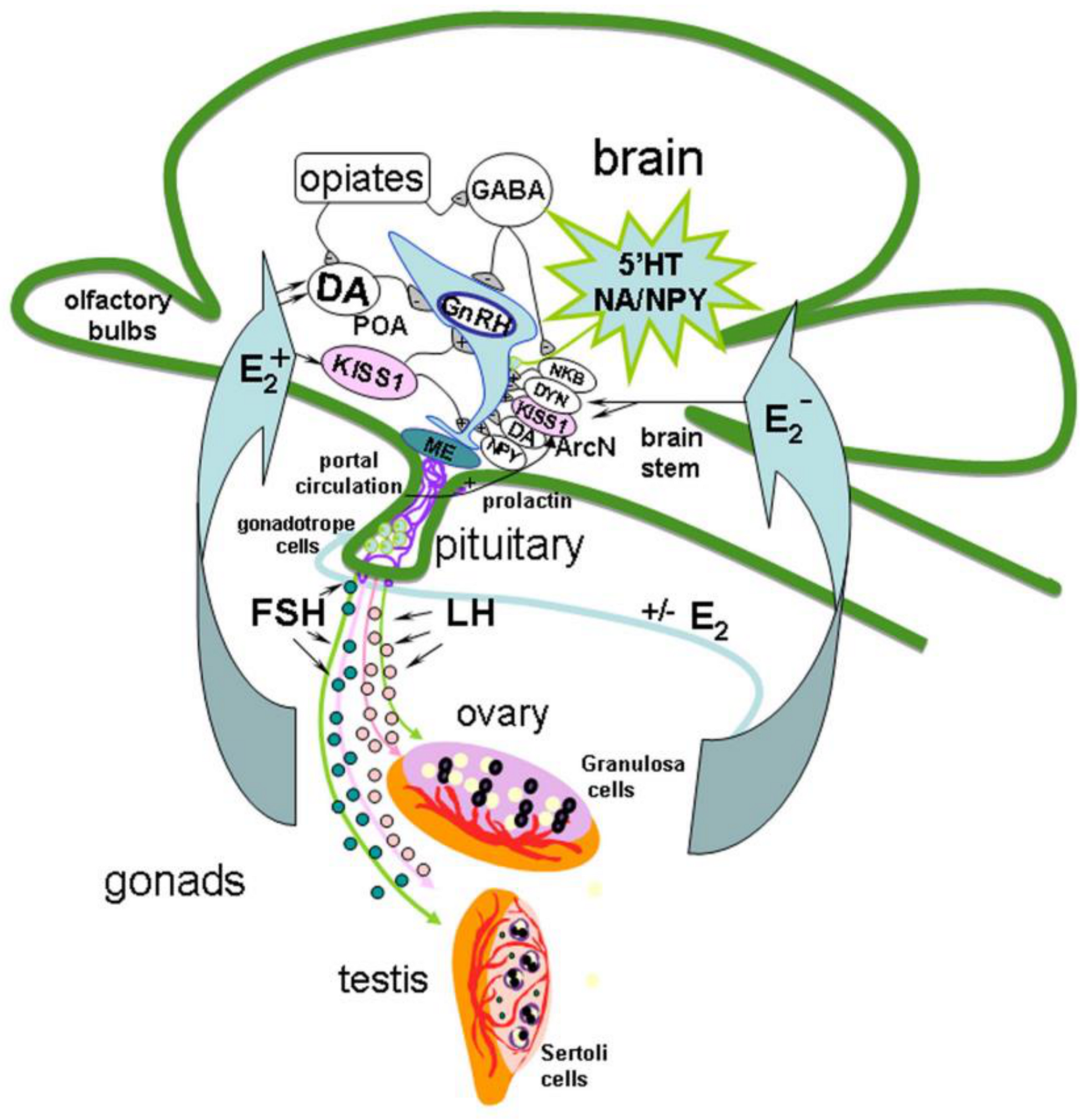
GnRH control y regulación sistémico.

La hormona liberadora GnRH se secreta en forma pulsátil, es decir alternando períodos de secreción con períodos en los que no se la detecta, si bien en el período preovulatorio aparece un nivel de producción aparentemente continuo.

El patrón pulsátil de la secreción de GnRH es esencial en la regulación del ciclo sexual femenino. La frecuencia de pulsos de la GnRH determina la frecuencia de los pulsos de la hormona luteinizante (LH), es baja en la fase lútea y se va incrementando hasta un máximo en la fase folicular y preovulatoria.

En niñas prepúberes, la frecuencia de estos pulsos es de uno cada 3-4 horas. Mientras que en la mujer adulta dicha frecuencia es de un pulso cada 90-100  minutos en la fase temprana folicular y de uno cada 60 minutos en la fase folicular tardía.

La vida media de la GnRH es de solamente 2-4 minutos.

## Regulación

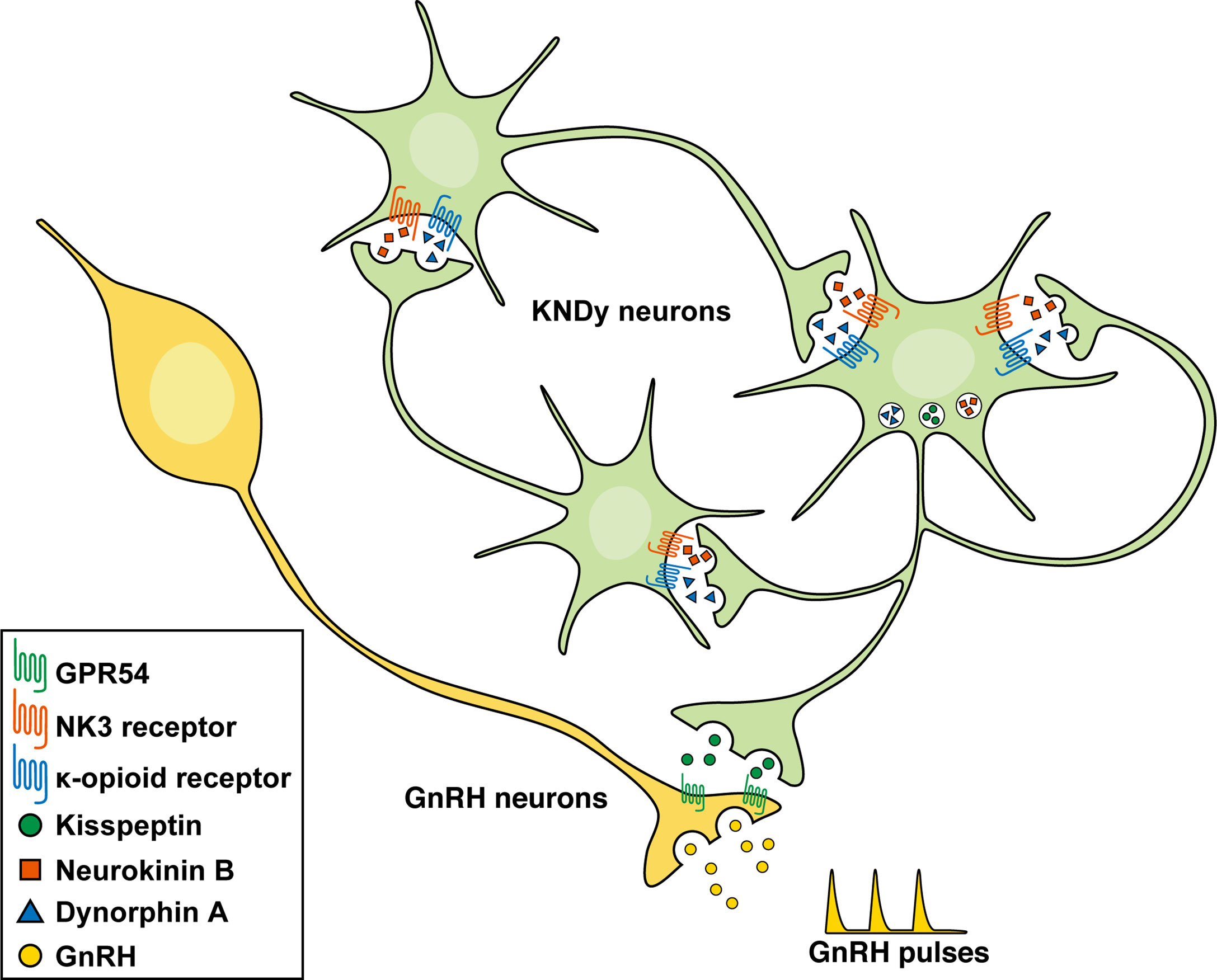
Neurofisiología de GnRH

El nivel de secreción de la hormona liberadora de gonadotropina (GnRH) está regulado por varios factores moduladores secretados por otras neuronas.

Las neuronas peptidérgicas que co-sintetizan kisspeptina (KP), neuroquinina B (NKB) y dinorfina (DN) en el núcleo arqueado hipotalámico ('neuronas KNDy') desempeñan un papel fundamental en la retroalimentación negativa de los esteroides sexuales a las neuronas hipofisiotrópicas de la hormona liberadora de gonadotropina (GnRH).

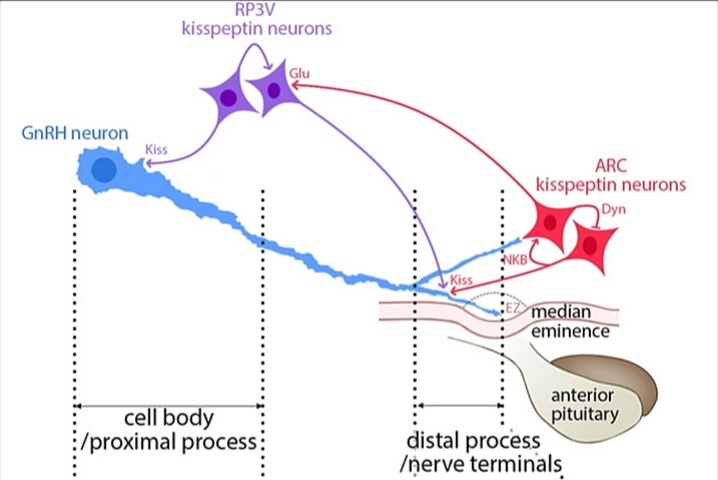
Neurofisiología anatómica de célula GnRH.

- La kisspeptina (Kiss o KP), es producida por las neuronas de kisspeptina, que están reguladas por el nivel de esteroides sexuales.[2][11]

La kisspeptina a través de una vía hipotalámica, activa las neuronas GnRH para secretar la hormona, con la consiguiente secreción de gonadotropinas en la adenohipófisis.
- La neuroquinina B (NKB).[13]
- Dinorfina A (DA): A diferencia de los roedores y las ovejas, las neuronas homólogas KP y NKB en la región infundibular humana rara vez expresan dinorfina (DA). pero a menudo presentan inmunorreactividad de la Sustancia P (SP).[10]

- La β-endorfina.
- El neuropéptido Y (NPY).
- El péptido intestinal vasoactivo (VIP).[14]

## Función
Actúa sobre la hipófisis para secretar gonadotropinas y asegurar en las gónadas la gametogénesis y la esteroidogénesis sexual.

## Uso como medicamento
La GnRH está disponible como clorhidrato de gonadorelina (Factrel) para uso inyectable. Se utiliza a través de un sistema de bomba de perfusión para inducir la ovulación en pacientes con hipogonadismo hipotalámico.
Un análogo de la GnRH, la leuprolida, se utiliza por infusión continua para tratar el carcinoma de mama, la endometriosis, el carcinoma de próstata y la pubertad precoz.
La drogas que se utilizan como bloqueadores de la pubertad son análogos a la hormona liberadora de gonadotropina (GnRHa). También se pueden usar como tratamiento para la ovulación precoz. Puede resultar una paradoja el uso de análogos de GnRH para tratar enfermedades que resultan de una producción de hormonas sexuales exagerada, pero realmente, al administrar estos fármacos de forma continuada, se produce la saturación de los receptores de GnRH, lo que inhibe su acción (efecto flare up).
Posteriormente, se desarrollaron los antagonistas de la GnRH, los cuales tienen una acción más directa.